# 渡辺美貴
渡辺 美貴（わたなべ みき）は、日本の女性ヴァイオリン奏者、音楽コーディネーターである。2003年から演奏活動を開始し、2005年からテレビ番組にミニ・オーケストラを率いて、バンド・マスターとして出演している。2006年から小柳ゆき、松本潤などのコンサート、テレビコマーシャル収録のミュージシャンとして参加。2009年からはバンド『Miki＆Honeybee』（美貴・アンド・ハニービー）の活動を開始し、訳詞、レコーディングなどの音楽コーディネーターも務めている。

## 来歴
- ジャズピアノ奏者・平戸祐介（quasimodeリーダー）に音楽を師事する。
- 2003年、東京・大手町Manhattan bleuに毎月出演し、演奏活動を開始する。
- 2005年、10月に日本テレビ系の明石家さんま出演のテレビ特別番組の音楽を担当する。選曲、編曲を手がけ、ミニ・オーケストラを率いてバンド・マスターとして出演する。これまでに同局系の天才・たけしの元気が出るテレビ!!、電波少年に出演。また、松下電器のテレビ・コマーシャルの音楽も担当する。
- 2006年、4月13日・14日に横浜で行なわれた『モーションブルーヨコハマ2Daysライブ』にカルテットで出演し、小柳ゆきと共演する。6月23日には、東京・六本木スイートベイジルにカルテットで出演した。この年以降毎年行っている山梨・身延山の麓坊での桜ライブが、地元紙に取材される。
- 2008年、山梨・身延山の麓坊での『桜ライブ』2日間で140名が参加。
- 2009年、山梨・身延山の麓坊での『桜ライブ』2日間で270名が参加。7月、東京・渋谷Jz Bratで開かれた『黒沢綾弾き語りライブ』では、渡辺自身の弦楽トリオでのコラボレーションを行なう。8月、松本潤主演のauのテレビ・コマーシャルにオーケストラ・コンサートマスター役で出演した。9月、渡辺自身の率いるバンド『Miki＆Honeybee』を結成する。バンジョー・諏訪光風、ピアノ・山本琢、ドラム・堀越彰などの実力派ミュージシャンがメンバーとして参加し、シャンソン、ディキシー、スタンダードなどの楽曲を懐かしいオールド・ジャズ・テイストの明るく楽しい音楽を目指して活動する。
- 2010年、1月6日、5月27日、7月8日に東京・大手町Manhattan bleuにて諏訪光風とデュオ。2月17日、3月17日、4月21日、6月22日に大手町Manhattan bleuにて山本琢とデュオ。4月2日、3日の両日、山梨・身延山の麓坊での『夜桜ライブ』をアコーディオン・田ノ岡三郎、ドラム・堀越彰と3人で開催。4月7日、曙橋バックインタウンにてgreen tempoの福祉ライブに参加。5月5日、横浜市営地下鉄・センター北駅のショッピングセンター・『あいたい』パティオイベント広場でのこどもの日イベントに『ガラクターズ』として司会・サックス・マイケル後藤、ウォッシュボード・畠山尚久、バンジョー・河野文彦、アコーディオン・石岡美保子とともに参加。7月2日に三崎にてARARIのライヴに参加。7月24日に新潟・新発田市にてパーカッショニスト・阿部梓穂グループのライヴに参加。このジャズライヴは企画・プロデュースをパーカッションの阿部が担当し、キーボード・enaha、ギター・清水カルロス拓也、太田太、ボーカル・平岡由香、RayKayが務めた。

## 人物

### 音楽性
- 音楽としては、映画音楽、スタンダード、ボサノバ、ポップス、タンゴ、日本の曲など幅広いジャンルの「綺麗な旋律の曲」を好む。アーティストとしては、シンガーソングライター・崎谷健次郎を尊敬している。
- アコーディオンとのラウンド・デュオを得意としており、2009年6月よりバンジョーとのラウンド演奏も開始した。また、ギターとのデュオ、アコーディオンやベースを入れたトリオ、ピアノ、ドラムスなどを加えた編成でトリオからクインテットなど様々な形で軽音楽を追求している。
- ポップスやシャンソン・ボーカルユニットへのステージにも参加し、幅広い活動を行う。
- パーティーやショーへの様々なコーディネート、テレビコマーシャルからゲームまでの音楽レコーディング、訳詞などの音楽全般にわたる音楽コーディネーターとして活動しており、制作にも携わっている。

## 作品

### アルバム
- 未発表である。